# Synchroidae
Synchroidae je malá čeleď brouků z nadčeledi Tenebrionoidea.
V čeledi jsou tři rody: Mallodrya, Synchroa a Synchroina, s celkovým počtem 5 druhů.

## Taxonomie
- rod Mallodrya
- rod Synchroa
  - Synchroa punctata
- rod Synchroina